# Ronehamn–Hemse Järnvägsaktiebolag
Die Ronehamn–Hemse Järnvägsaktiebolag (RHJ) war eine schwedische Aktiengesellschaft.
Mehrere Privatpersonen, darunter Th. Säterwall, beantragten 1897 eine Konzession für die Bahnstrecke Ronehamn–Hemse auf der Insel Gotland. Diese Konzession wurde im gleichen Jahr erteilt. Erst danach wurde 1899 die Ronehamn–Hemse Järnvägsaktiebolag gebildet, die diese Konzession übernahm. Als Bauleiter wurde Erik Andersson eingesetzt.
Die Finanzen der Gesellschaft waren von Anfang an angespannt und der Verlust betrug durchschnittlich 3000 Kronen pro Jahr. Deshalb bot die Direktion der RHJ der Gotlands Järnvägsaktiebolag den Kauf der Gesellschaft an. Die GJ lehnte dies jedoch ab. 1917 ersuchte dann die Direktion den König, die Gleise abbauen und die vorhandenen Gerätschaften verkaufen zu dürfen.
Am 3. Juni 1918 beschloss die Gesellschafterversammlung den Insolvenzantrag der Gesellschaft und entließ das gesamte Personal.
Bei einer öffentlichen Auktion im Januar 1919 kaufte Thure Holmqvist die Reste der Eisenbahn für 15.500 Kronen. Es gab Gruppierungen in der Bevölkerung, die von ihm die Wiederinbetriebnahme der Strecke forderten. Holmqvist weigerte sich, die Strecke wieder in Betrieb zu nehmen und ließ die Gleisanlagen ab August 1920 abbauen. Die Befürworter der Wiederinbetriebnahme gingen vor Gericht, ein erster Prozess begann im September 1920. Dieser endete im Juli 1923 – zu diesem Zeitpunkt war die Strecke bereits abgebaut. Dennoch ging der Rechtsstreit noch in mehreren Instanzen bis an den Obersten Gerichtshof, wo der letzte Prozess im Jahre 1934 mit einem Sieg von Holmqvist endete.